# Salmiakki Koskenkorva
Le Salmiakki Koskenkorva, aussi appelé Salmiakkikossu, est une boisson alcoolisée populaire en Finlande. C'est un mélange de vodka et d'une composition à base de sirop de glucose et d'extrait de réglisse additionnée de chlorure d'ammonium (Salmiakki en finnois) qui titre entre trente et quarante degrés. Le résultat est un alcool sucré que les Finlandais boivent aussi bien cul-sec que du bout des lèvres. La couleur noire est due à la réglisse et aux divers colorants (noir de carbone par exemple) et adjuvants.
Le Salmiakki désigne à la fois le sal ammoniac (ancienne appellation du chlorure d'ammonium) en finnois, mais aussi les boissons alcoolisées et divers bonbons à la réglisse et au chlorure d'ammoniac. Ce sel particulier diffère du sel de table traditionnel (chlorure de sodium) par un goût plus piquant.
La composition du sirop à la réglisse utilisé dans le Salmiakki Koskenkorva constitue d'ailleurs la même base de toute une gamme diverse de bonbons mous, semi-durs et durs existant dans des versions aussi bien sucrées (sans salmiakki) que salées (avec le salmiakki). Ces mêmes bonbons sont faits généralement avec un mélange d'amidon modifié de pomme de terre, de cire de carnauba et de divers adjuvants, une exception dans le monde du bonbon à la réglisse, puisque réalisés sans gélatine. On les trouve en Finlande, mais aussi en Scandinavie ainsi qu'aux Pays-Bas sous d'autres appellations.
Son apparition dans les années 1990 suscita une petite révolution dans la culture finlandaise, et aujourd'hui elle fait partie des boissons nationales. On peut en trouver dans les bars ou les boîtes, pour le bonheur des touristes et des autochtones, ainsi qu'en petite bouteille.
Une certaine controverse est née avec l'apparition de boissons alcoolisées dites au « salmiakki » : titrant à 35 % d'alcool en moyenne et fortement sucrées, les consommateurs ingurgitaient de trop grandes quantités d'alcool dont le goût était masqué par le sirop et les arômes naturels.
Pour du « fait maison », la recette est très simple : acheter une bouteille de vodka nature. La vider un peu. Introduire des bonbons Salmiakki « turkish peppers » dans la bouteille. S'ils sont trop gros, les couper en morceaux. Laisser au moins deux heures, en secouant la bouteille de temps en temps.